# Église Saint-Martin de Préaux
Pour les articles homonymes, voir Église Saint-Martin.
L'église Saint-Martin est une église catholique située à Préaux, en France.

## Localisation
L'église est située dans le département français de la Mayenne, sur la commune de Préaux.

## Histoire
L'église actuelle de Préaux occupe l'emplacement de l'ancienne, elle a environ les mêmes proportions. Avant la reconstruction entreprise par Pierre Huaumé, elle présente l'aspect d'une simple nef et d'un chœur roman, reconstruit au XVIIIe siècle. La sacristie, des lambris et un autel sont construits par un certain M. de Villeneuve.
La chapelle du château, placée un peu irrégulièrement, est ensuite mise en communication avec l'église. Elle date du commencement du XVIe siècle, d'après une inscription gravée sur une pierre blanche encastrée dans la muraille. Une seconde chapelle est adjointe à l'édifice d'origine par la famille du Bois-Robert.
L'abbé Angot retranscrit les notes trouvées sur les registres paroissiaux. Celles-ci donnent une idée des réparations de l'édifice primitif, réalisées à diverses époques du XVIIIe siècle.
- Reconstruction du chœur en 1748[2];
- Bancs de l'église, 1774-1776[3] ;
- Cloches, 1608, 1754[4].

## Intérieur
Des lambris peints du XVIIIe siècle décorent le chœur et les chapelles. Ils représentent des scènes de l'Ancien et du Nouveau Testament.
L'église contient également une statue de saint Sébastien datant de 1774 ou 1776, donnée par M. de Villeneuve.

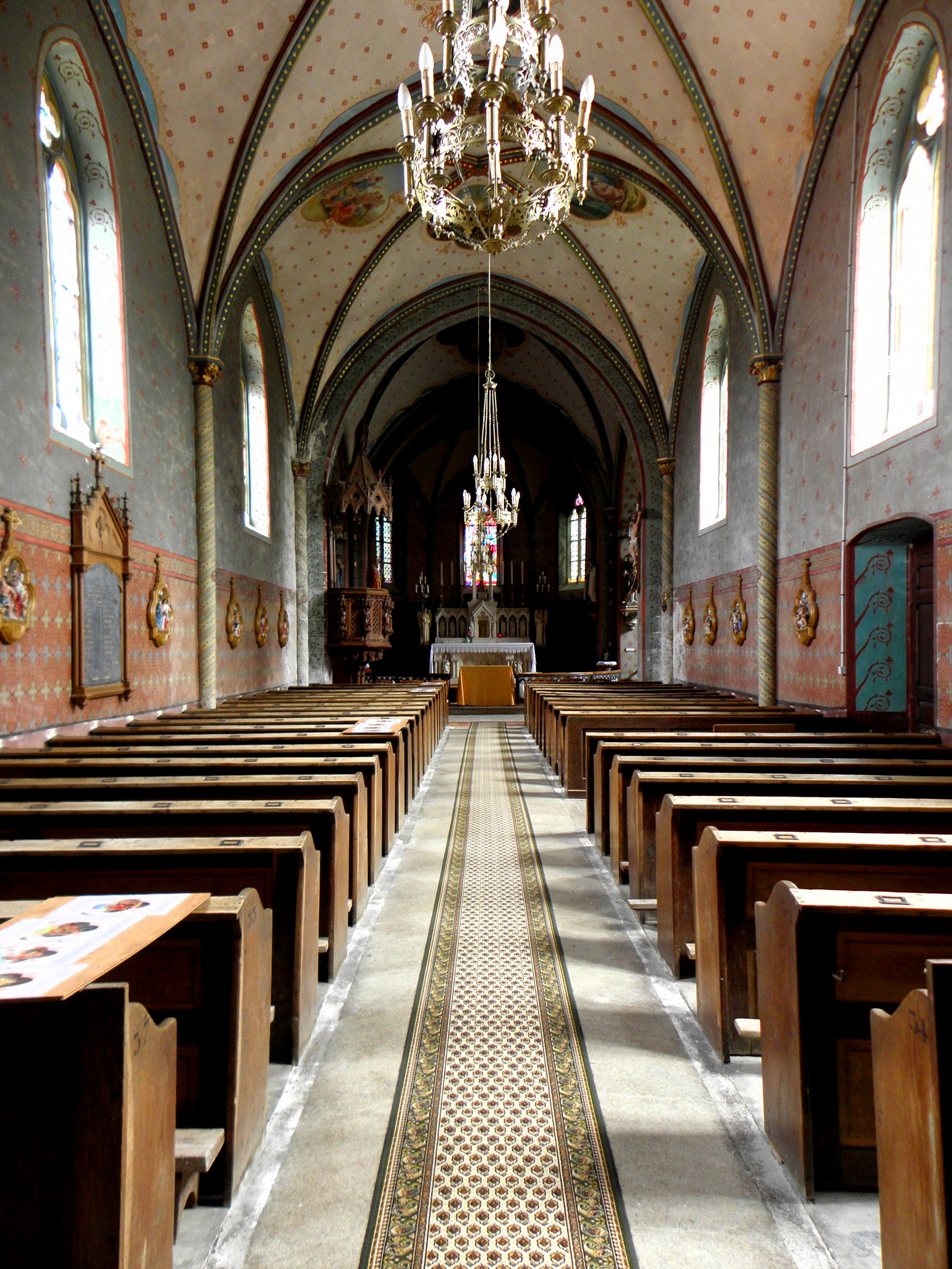
La nef.
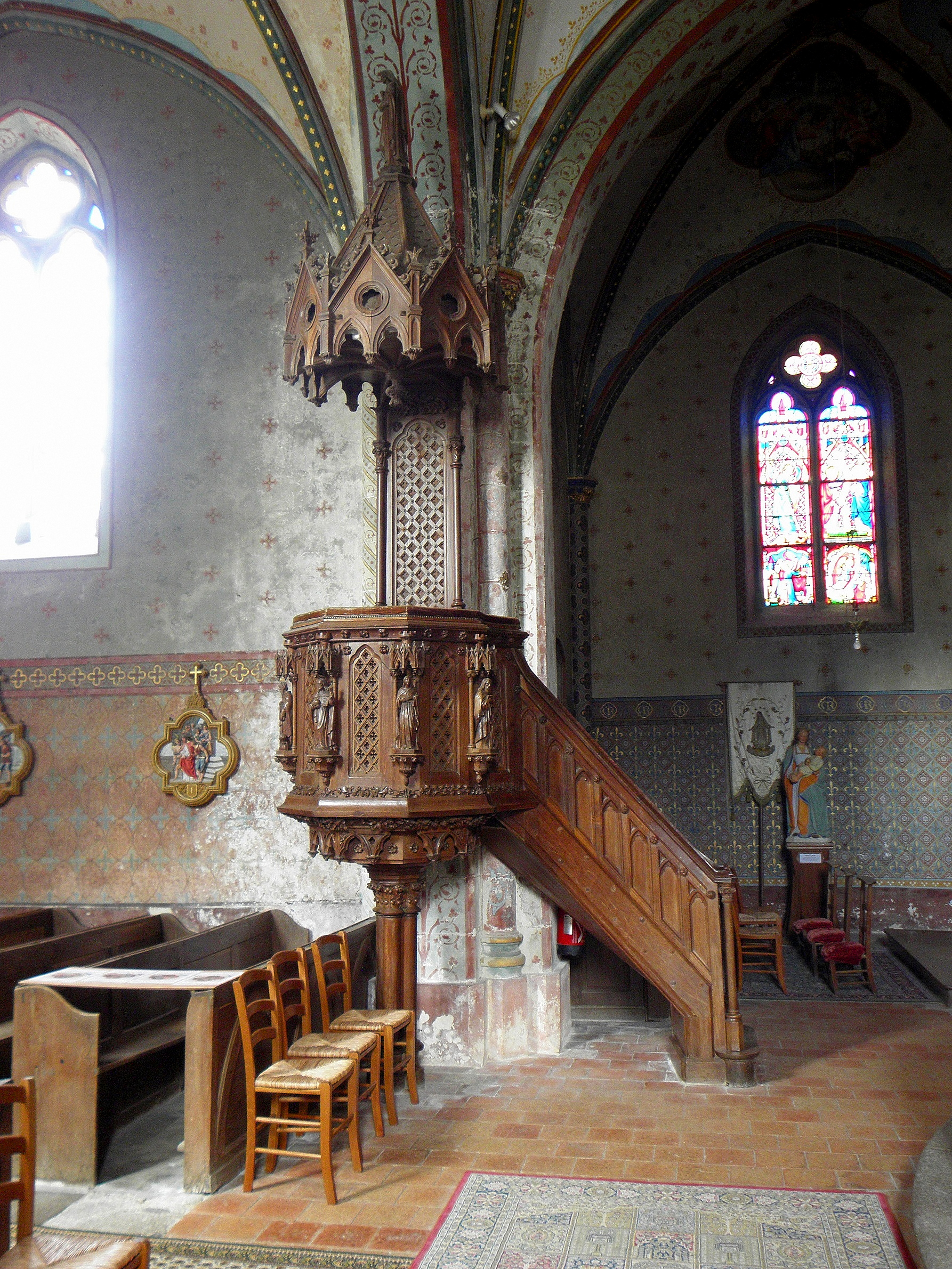
La chaire.
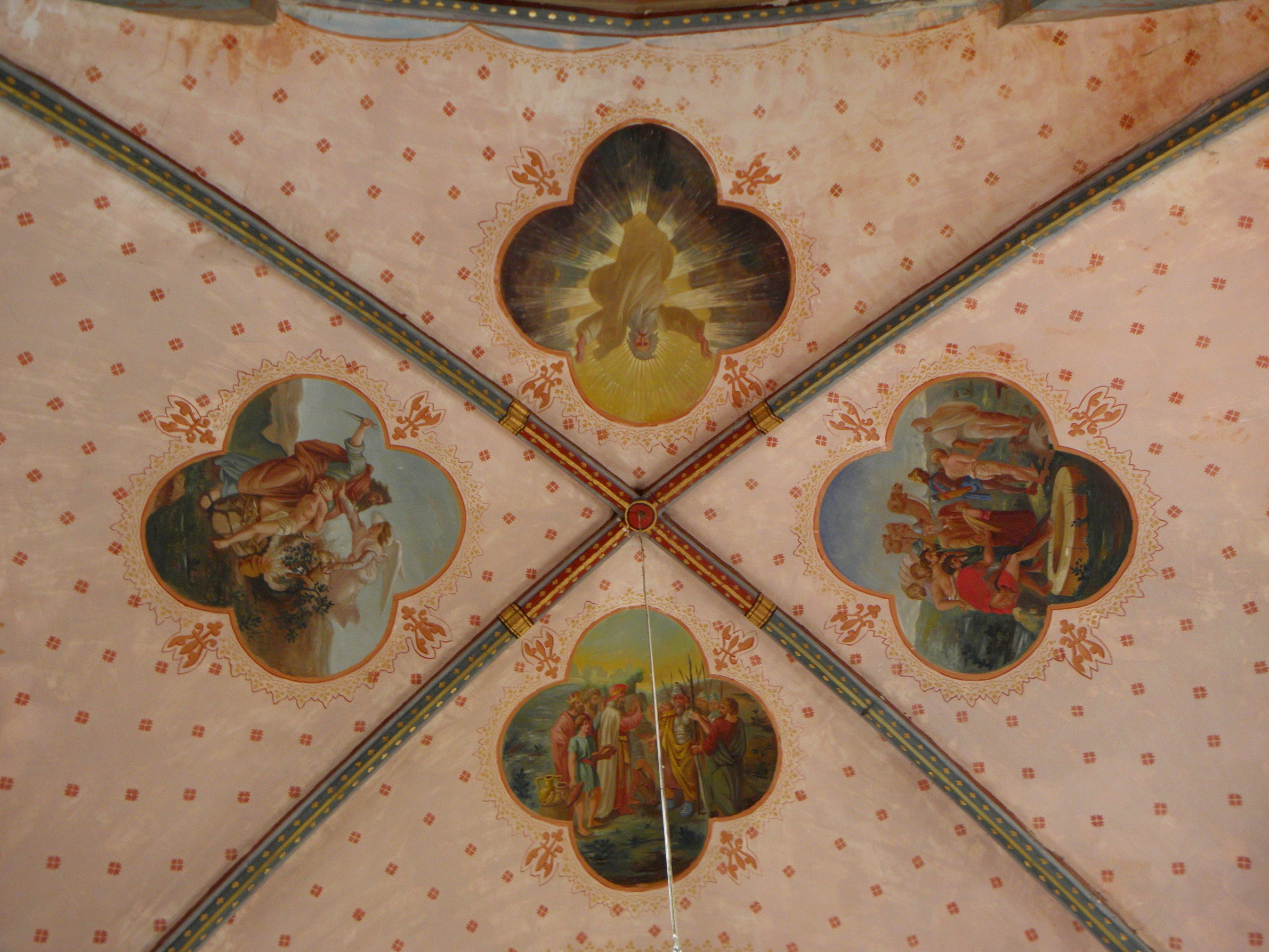
Exemple de lambris peints.

### Sources
- Abbé Angot, Monographie paroissiale : Saint-Martin de Préaux, diocèse de Laval, suivie des Mémoires du colonel Lebaillif : 1792-1822. Mamers, G. Fleury et A. Dangin, 1884 .